# Petre Albu
Petre Albu a fost șeful al DGIPI în perioada 10 mai 2007 - 9 ianuarie 2009.
A fost șeful Direcției de Combatere a Criminalității Organizate și Corupției (DCCOA) în mandatul lui Emil Constantinescum începând din 1999, când l-a înlocuit pe colonelul Călin Mateescu (omul care a înființat Brigada de Crimă Organizată, în 1993).
Implicat în decapitările din poliție, în 1998, în timpul scandalului judiciar "Portbagajul", colonelul (pe atunci) Albu a devenit, ulterior, șeful DCCOA, până în 2001, când a fost demis ca urmare a unei anchete interne privind dispariția unor capturi de droguri din depozitele poliției. 